# Industriales de Naucalpan
El Industriales de Naucalpan Fútbol Club es un equipo de fútbol de la ciudad de Naucalpan de Juárez en el Estado de México, que participaba en la Liga de Balompié Mexicano en la máxima categoría.

## Historia
En febrero de 2020 formó parte de la primera reunión de representantes de equipos de la LBM, los cuales buscaban un registro para la temporada inaugural. El equipo nace el 27 de marzo de 2020 como la segunda franquicia fundadora de la nueva Liga de Balompié Mexicano. El 18 de mayo presentaron a Héctor Anguiano como director deportivo del club. El 21 de julio se anunció a Ricardo Carbajal como director técnico.
El 18 de octubre de 2020, disputa su primer partido oficial ante Furia Roja Fútbol Club donde empataría a un gol, Ulises Jaimes Huerta marcaría el primer gol oficial en la historia del club.
Su segundo partido se enfrentaría ante Atlético Veracruz en duelo de la jornada 3, los industriales caerían por la mínima ante los piratas. Su primera victoria la conseguiría en la Jornada 4 ante el Atlético Capitalino al cual derrotaría por 4-1 en calidad de visitante, el club volvería a ver acción hasta la jornada 6, ya que la liga empezó a sufrir modificaciones por la salida o desafiliación de equipos, se enfrentaría a Halcones de Zapopan en el estadio Tres de Marzo y el resultado quedaría empatado a un gol.
Descansaría en la jornada 7 y en la jornada 8 recibiría a Neza FC. En el partido emocionante, los industriales iban ganando 3-0 con doblete de Luis Loroña y otro tanto de Ulises Jaimes Huerta pero en 20 minutos Neza FC empataría el marcador a tres. Con ello el equipo de Naucalpan seguiría sin conseguir su primera victoria como local. En la última jornada de la fase regular visitaría al equipo de Morelos F.C., en la que los de Naucalpan ganarían por la mínima con gol de Diego Castellanos.
El equipo lograría calificar con 21 puntos al triangular producto de 6 victorias (algunas sin jugar pero se otorgarían los 3 puntos por salida o desafiliación de varios equipos) 3 empates y una derrota, en la primera ronda de la liguilla, se enfrentaría a Neza FC al cual le ganaría por marcador de 3-1 para así avanzar a semifinales donde se enfrentaría a Atlético Veracruz.
El partido de semifinales se jugaría el 24 de enero de 2021 en el estadio Rafael Murillo Vidal, el club industrial caería por marcador de 2-0 y así quedaría eliminado del torneo 2020-21 de la Liga de Balompié Mexicano.
El 2 de julio de 2021, la Liga de Balompié Mexicano ya presidida por Carlos Briones, confirmaría la participación de los Industriales para la segunda temporada de la liga.e
El 21 de agosto de 2021, abrirían el telón de la segunda temporada al recibir en el Estadio José Ortega Martínez a los Halcones de Querétaro, al minuto 32, Daniel Ramírez Monroy abriría el marcador, ya en el segundo tiempo, al minuto 58, Daniel Ramírez anotaría el segundo para los industriales, ya en el minuto 80, anotaría el tercero del partido y así Daniel Ramírez Monroy se convertiría en el primer jugador de los Industriales de Naucalpan en anotar un hat-trick. En la jornada 2, se enfrentaron a Furia Roja Fútbol Club y el partido acabaría con una goleada en contra de los industriales por marcador de 4-0. El equipo perdería los siguientes dos partidos ante Jaguares de Jalisco y Chapulineros de Oaxaca, acumulando 280 minutos sin anotar gol.
El equipo rompería racha de casi 300 minutos sin gol ante Neza FC pero seguiría sin ganar en liga al perder al minuto 93 los tres puntos y quedarse solo con un punto del partido, con ello sumaría su cuarto partido sin ganar en liga, ubicándose en sexta posición de la tabla general fuera de posición de liguilla.
Industriales volvería a ganar en la jornada 6, cuando derrotó a Real Tlamazolan por la mínima en el José Ortega Martínez, con ello se rompería la racha de 4 partidos sin ganar en liga.
El equipo dejaría escapar los 3 puntos en la jornada 8, se enfrentaría a Halcones de Querétaro el equipo industrial iba ganando 3-1 pero en los últimos minutos el equipo queretano empató el marcador, con ello el equipo saldría de puestos de liguilla. Cabe resaltar que el equipo siempre ha sufrido con empates o derrotas en los últimos minutos del partido.
El equipo clasificaría por segunda vez consecutiva a las semifinales al sumar 24 puntos, producto de 7 victorias y 3 empates en 14 partidos, en semifinales se enfrentaría a Jaguares de Jalisco. El juego de ida se disputó en el Estadio Momoxco de la Ciudad de México ya que el encuentro fue a media semana y al haber finalizado el contrato en el Estadio José Ortega Martínez, el equipo empezaría ganando 2-0 pero se marcó un penal dudoso con el cual el equipo felino se acercaba en el marcador, ya en el segundo tiempo al minuto 80, el árbitro marcaba penal a favor de los visitantes tras una mano en el área, y con ello se empataba el partido a dos goles, en los minutos finales la escuadra jaguar anotaba el tercero y definitivo del partido. En el partido de vuelta se esperaba un gran partido, la escuadra mexiquense necesitaba un gol para mandar la definición al punto penal, en los primeros minutos la escuadra de Jalisco se adelantaba anotando el primer gol del partido y poniendo el 4-2 global, en la escuadra mexiquense cayó como balde de agua helada, el equipo no se repondría y el marcador finalizó 3-1 a favor del local con un global de 6-3 y con ello los mexiquenses se quedaban una vez más en semifinales.
Después de tanta incertidumbre, se confirmaría la continuidad del conjunto industrial en la Liga de Balompié Mexicano con una base de jugadores jóvenes que no recibirían un pago como tal, sino que mediante la fundación RED (Rumbo a la excelencia deportiva) podrían asistir a un torneo internacional donde asisten visores de clubes europeos importantes.
El 24 de marzo de 2022, se confirmó el nuevo cuerpo técnico que será encabezado por Edgar Acosta.
Desde el 2023, participa en la Liga Nacional de Fútbol Asociación MX

### Peor etapa
El torneo 2022 de la Liga de Balompié Mexicano iniciaba con un empate ante Furia Roja Fútbol Club, Óscar Chaparro se encargaba de inaugurar esta nueva etapa; para la segunda jornada recibirían a Chapulineros de Oaxaca perdiendo por marcador de 4-0, en la tercera jornada se recibiría una goleada por parte de Mezcaleros de Oaxaca por marcador de 6-0, en la cuarta fecha del torneo, el club industrial recibiría una goleada histórica por parte de Halcones de Querétaro al quedar 9-0, siendo la peor goleada registrada en la Liga de Balompié Mexicano y en la historia de los industriales.
Nuevamente en la segunda vuelta del tercer torneo, el equipo de Querétaro le encajó una goleada de escándalo al anotar 11 goles, el equipo industrial terminó el campeonato siendo el segundo equipo más goleado de la Liga de Balompié Mexicano 2022.

## Estadio
El 18 de abril de 2020 se anunció que la sede para los partidos de local del equipo sería el Estadio José Ortega Martínez, ubicado dentro del campus Lomas Verdes de la Universidad del Valle de México.
Para el torneo 2022 se anunció una mudanza de estadio, esto al resultar costosa la cuota de renta por partido del Estadio José Ortega Martínez.
A partir del torneo 2022 disputará sus partidos de local en el Estadio Jesús Martínez "Palillo".

## Indumentaria
El 22 de abril de 2020 el equipo presentó sus uniformes de local y visitante, el primero conjunto lo formaba un jersey color rojo con detalles en blanco, short blanco y calcetas blancas con detalles en rojo; mientras que el segundo era un jersey blanco con detalles en rojo, short rojo y calcetas blancas.

### Uniformes Anteriores
- 2021

| Primer Uniforme | Segundo Uniforme |

- 2020-2021

| Primer Uniforme | Segundo Uniforme |

## Jugadores

### Altas y bajas: Torneo 2022
| Altas             | Altas    | Altas             | Altas | Altas |
| Jugador           | Posición | Procedencia       | Tipo  |       |
| ----------------- | -------- | ----------------- | ----- | ----- |
| Yosgart Gutierrez | Portero  | Bandera de México | Libre |       |
| Óscar Chaparro    | Defensa  | Bandera de México | Libre |       |

| Bajas             | Bajas            | Bajas                        | Bajas           | Bajas |
| Jugador           | Posición         | Destino                      | Tipo            |       |
| ----------------- | ---------------- | ---------------------------- | --------------- | ----- |
| Daniel Ramírez    | Delantero        | TBD                          | Libre           |       |
| Christian Agosto  | Defensa          | Club Sporting Canamy         | Fin de Contrato |       |
| Gerardo Rangel    | Delantero        | TBD                          | Fin de Contrato |       |
| Juan Pablo Marín  | Medio            | TBD                          | Fin de Contrato |       |
| Ricardo Carbajal  | Director Técnico |                              | Fin de Contrato |       |
| Gerardo Rubió     | Delantero        |                              | Libre           |       |
| Orlando Mondragón | Mediocampista    |                              | Libre           |       |
| Humberto Merlos   | Mediocampista    |                              | Libre           |       |
| Sebastián Bedoya  | Delantero        |                              | Libre           |       |
| Omar Morales      | Mediocampista    | FC Santa Lucía Cotzumalguapa | Libre           |       |
| Christian Bedoya  | Defensa          |                              | Libre           |       |
| Andrés Cuna       | Portero          |                              | Libre           |       |
| Eric Rodríguez    | Defensa          | Neza FC                      | Libre           |       |
| Fernando Ramos    | Defensa          |                              | Libre           |       |
| Christian Herrera | Delantero        |                              | Libre           |       |
| Carlos Rodríguez  | Portero          |                              | Libre           |       |

### Máximos goleadores
| #  | Jugador               | Período | LIGA | Liguilla | COPA | Total |
| -- | --------------------- | ------- | ---- | -------- | ---- | ----- |
| 1° | Brayan Alcántar       | 2022    | 7    | 0        | 0    | 7     |
| 2° | Christian Bedoya      | 2021    | 5    | 0        | 0    | 5     |
| 3° | Luis Loroña           | 2020    | 3    | 1        | 0    | 4     |
| 4° | Daniel Ramírez Monroy | 2021    | 3    | 0        | 0    | 3     |
| =  | Ulises Jaimes         | 2020    | 3    | 0        | 0    | 3     |
| =  | Emiliano Mondragón    | 2021    | 2    | 1        | 0    | 3     |
| 7° | Fernando Ramos        | 2020-21 | 2    | 0        | 0    | 2     |
| =  | Gerardo Rubió         | 2021    | 2    | 0        | 0    | 2     |
| =  | Ángel Zapata          | 2021    | 1    | 1        | 0    | 2     |